# Bainville
Bainville é uma cidade  localizada no estado americano de Montana, no Condado de Roosevelt.

## Demografia
Segundo o censo americano de 2000, a sua população era de 153 habitantes.
Em 2006, foi estimada uma população de 151, um decréscimo de 2 (-1.3%).

## Geografia
De acordo com o United States Census Bureau tem uma área de
2,7 km², dos quais 2,7 km² cobertos por terra e 0,0 km² cobertos por água. Bainville localiza-se a aproximadamente 602 m acima do nível do mar.

## Localidades na vizinhança
O diagrama seguinte representa as localidades num raio de 48 km ao redor de Bainville.